# Irving Berlin
Irving Berlin (Tiumen, Império Russo, 11 de maio de 1888 – Nova Iorque, Estados Unidos, 22 de setembro de 1989) foi um compositor e letrista norte-americano nascido na Rússia. Um dos mais prolíficos compositores da história, Berlin foi um dos poucos compositores de Tin Pan Alley e Broadway a escrever tanto letras quanto música para suas canções. Embora não tenha aprendido a ler música além de um nível rudimentar, compôs mais de 3,000 canções, com muitas delas (e.g. "Alexander's Ragtime Band", "God Bless America", "White Christmas", "Anything You Can Do", "There's No Business Like Show Business") deixando uma indelével marca na música americana e mundial. Compôs 17 trilhas para filmes e vinte e uma para Broadway.

## Biografia

### Infância e juventude
Irving Berlin nasceu como Israel Isidore Beilin de uma família judeu-asquenaze em Tiumen, Sibéria, no então Império Russo. Sua família mudou-se para os Estados Unidos em 1893. Seus pais eram Leah (Lena) Yarchin e Moses Beilin; seu pai, cantor litúrgico, não tendo encontrado trabalho em sinagogas empregou-se certificando carnes cashrut e dava aulas de hebraico para o sustento familiar.
Após a morte de seu pai em 1896, Israel começa a trabalhar para sobreviver, tendo vários empregos de rua, como vender jornais ou artista de rua. A áspera realidade econômica de ter de trabalhar ou morrer de fome teve um permanente efeito no modo como tratava o dinheiro. Enquanto trabalhava como garçom no Café Pelham em Chinatown, Israel pediu ao dono do local para que escrevesse uma canção para o café, porque a taverna rival tinha a sua própria canção também. "Marie from Sunny Italy", com música por Nick Nicholson, o pianista do café, foi a música que logo foi apresentada. Embora ele tenha ganho apenas $37 centavos de dólar, recebeu uma nova carreira e um novo nome: Israel Beilin, num erro de impressão, fora grafado como I. Berlin.
Berlin primeiramente trabalhou unicamente como letrista, e somente começou a tentar compor música quando um equívoco aconteceu sobre sua letra de "Dorando". Ele tentou vender a letra da música para alguém que dissesse que já tinha uma melodia para juntar a ambos. Através de sua carreira Berlin confiava em assistentes musicais ou colaboradores. Cliff Hess trabalhou com Berlin desta maneira por aproximadamente 1912 a 1917 sendo sucedido por Arthur Johnston e depois Helmy Kresa. Nenhum destes músicos foram creditados como co-compositores.
Berlin era autodidata em piano e supostamente restringia-se principalmente às teclas pretas do piano. Consequentemente, ele comprou um piano especial com uma tonalidade abaixo no teclado, possibilitando-o a transpor sua música mecanicamente. Certa vez ele explicou seu método de composição:
"Eu tenho uma ideia, um título ou uma frase ou melodia, e canto ela. Quando eu tenho uma canção completa, eu a memorizo e passo-a para o arranjador."
Muitas de suas primeiras canções, entre elas "Sadie Salome (Go Home)", "That Mesmerizing Mendelssohn Tune" e "Oh How That German Could Love", tiveram um sucesso modesto em forma escrita, como gravação no espetáculo de vauldeville. Mas foi com "Alexander's Ragtime Band" em 1911, com a ajuda de Alfred Doyle, que lançou sua carreira como uma das estrelas de Tin Pan Alley. Richard Corliss, na Time em um perfil sobre Berlin em 2001, escreveu:
| “ | "Alexander's Ragtime Band" (1911). Foi uma marcha, não uma rag. Sua astuta musicalidade conseguiu ainda abranger toques de cornetas citando ainda a música "Swanee River". Mas a melodia, que reviveu o fervor da ragtime desenvolvida por Scott Joplin uma década antes, fez de Berlin um cancionista notável. Em seu primeiro lançamento, quatro versões da música figuraram em #1, #2, #3 e #4 nas paradas. Bessie Smith, em 1927, e Louis Armstrong, em 1937 fizeram ela uma das top 20 com suas interpretações. Em 1938 a música foi #1 novamente, em um dueto com Bing Crosby e Connee Boswell; outro dueto de Crosby, desta vez com Al Jolson, foi top 20 em 1947. Johnny Mercer apresentou uma versão em 1945, e Nellie Lutcher colocou em #13 uma versão R&B em 1948. Ainda Ray Charles com sua brilhante big band em 1959. "Alexander" teve várias versões em menos de meio século. | ” |

Está sepultado no Cemitério de Woodlawn.